# امتوفیلیا
امتوفیلیا (به انگلیسی: Emetophilia) یا استفراغ‌خواهی یک انحراف جنسی است که در آن فرد با استفراغ کردن روی شریک جنسی یا دیدن استفراغ دیگران به لذت جنسی دست می‌یابد.این گونه از انحراف جنسی را گاهی «استحمام رومی» نیز می‌نامند.
برای کسانی که استفراغ‌خواه هستند این چرخه "تنجش-انزال-لذت که در هنگام استفراغ کردن برایشان اتفاق می‌افتد از نظر جنسی بسیار لذت‌آور و تحریک‌آمیز است. حتی ممکن است فرد از دیدن یا بوییدن استفراغ دیگران تحریک جنسی شود. حتی برخی از مجبور کردن دیگران به استفراغ یا تحمل مورد استفراغ واقع شدن لذت می‌برند. ممکن است منشأ لذت از مورد استفراغ واقع شدن یا استفراغ کردن روی دیگران نوعی لذت بردن از تحقیر جنسی دیگران باشد.
گاهی استفراغ ممکن است به سبب حلق‌کنی خشن رخ دهد یا با انگشت فرد دچار استفراغ شود. استفراغ‌خواهی دارد به یک پدیده رایج در هرزه‌نگاری اینترنتی تبدیل می‌شود چراکه میزان تحقیر جنسی در آن بالاست.
استفراغ‌دوستی نباید با پرخوری عصبی، با وجود آنکه ممکن است از یک ریشه باشند، اشتباه گرفته شود.